# 圣母升天圣若翰洗者圣殿总主教座堂
不要与圣若翰洗者主教座堂 (普热梅希尔)相混淆
圣母升天圣若翰洗者圣殿总主教座堂(波蘭語：Bazylika archikatedralna Wniebowzięcia Najświętszej Maryi Panny i św. Jana Chrzciciela w Przemyślu) 位于波兰普热梅希尔老城的座堂广场，是天主教普热梅希尔总教区的主教座堂。
目前的哥特式建筑建于1495年。

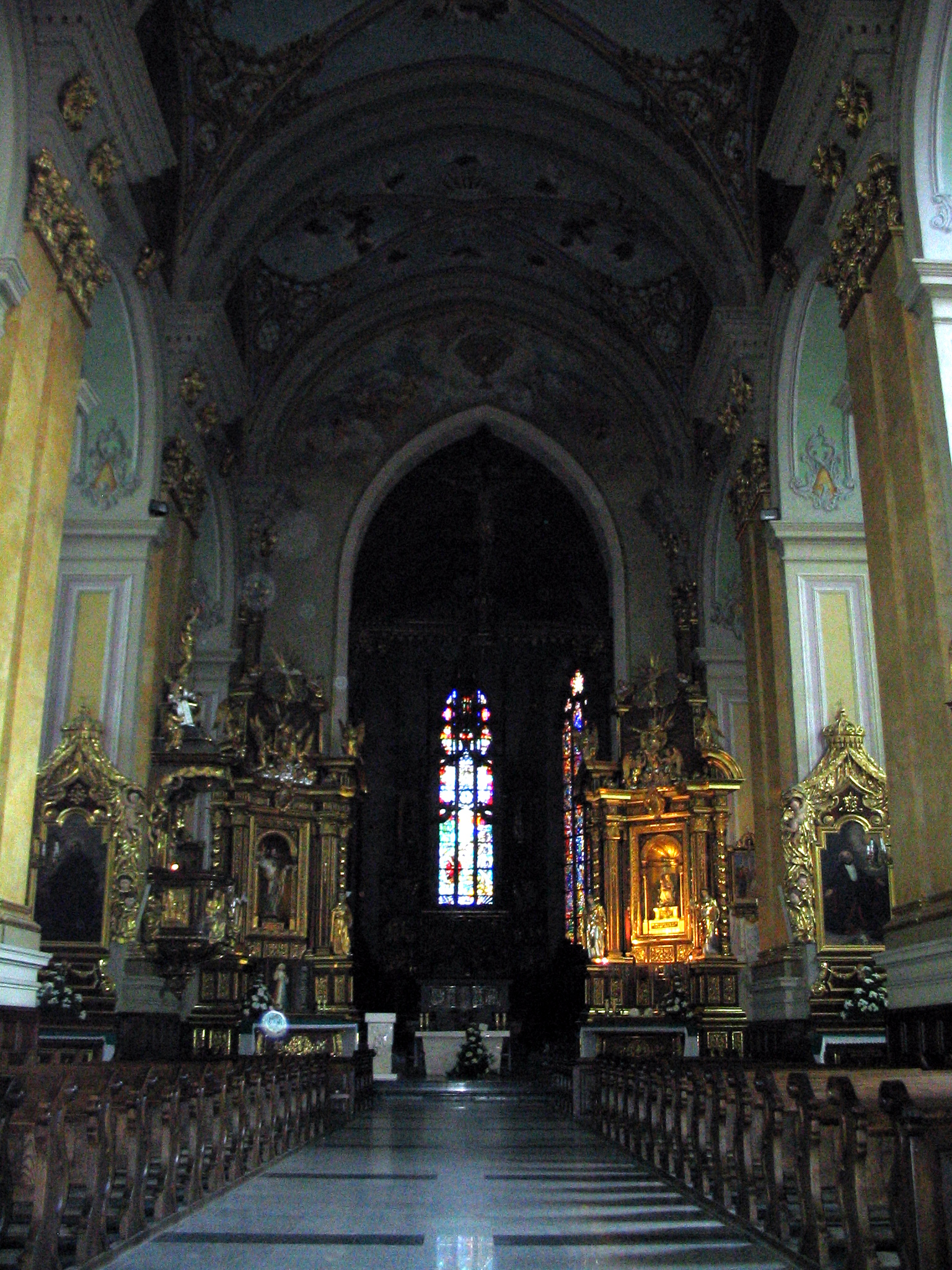
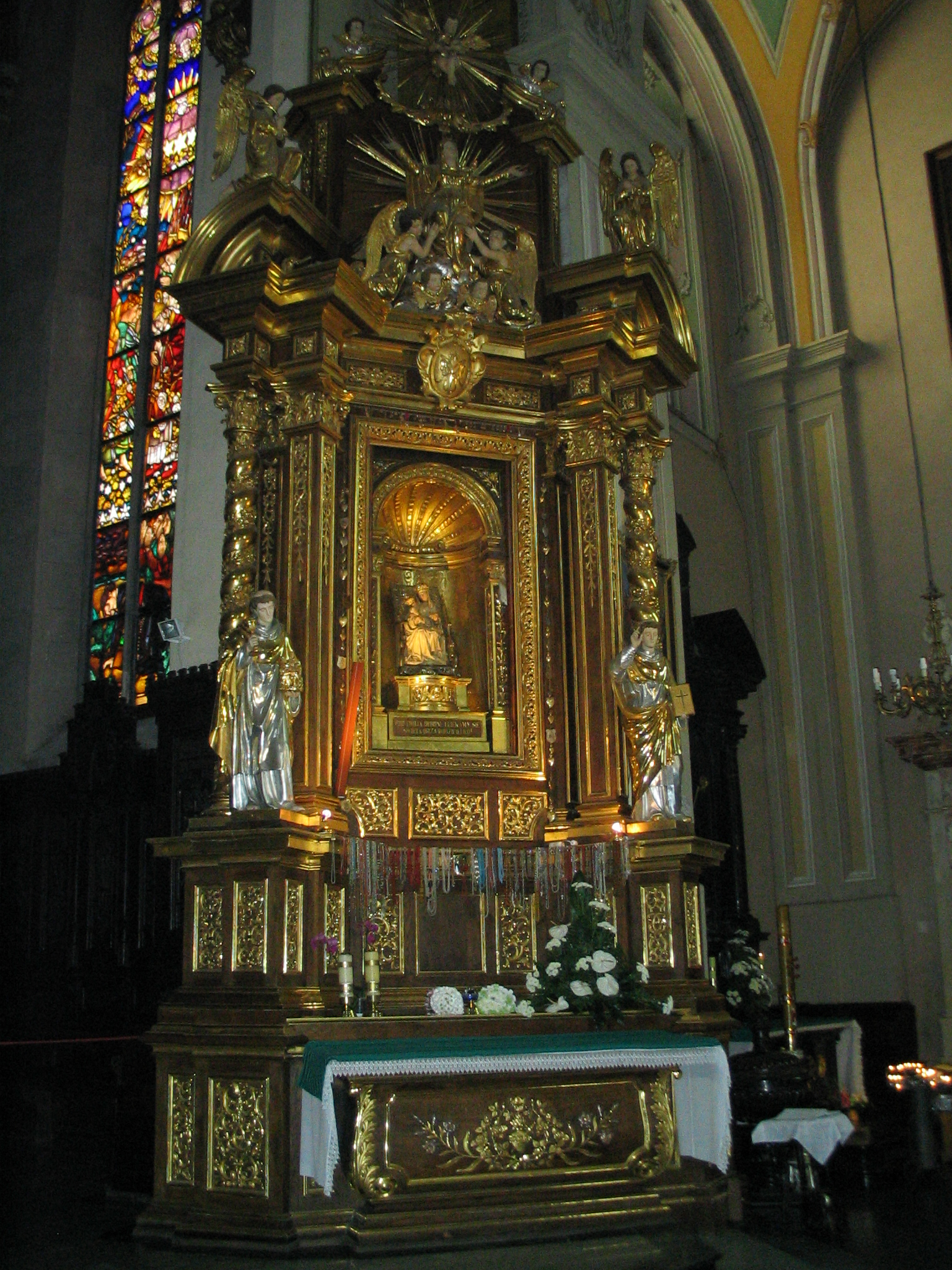
正祭台
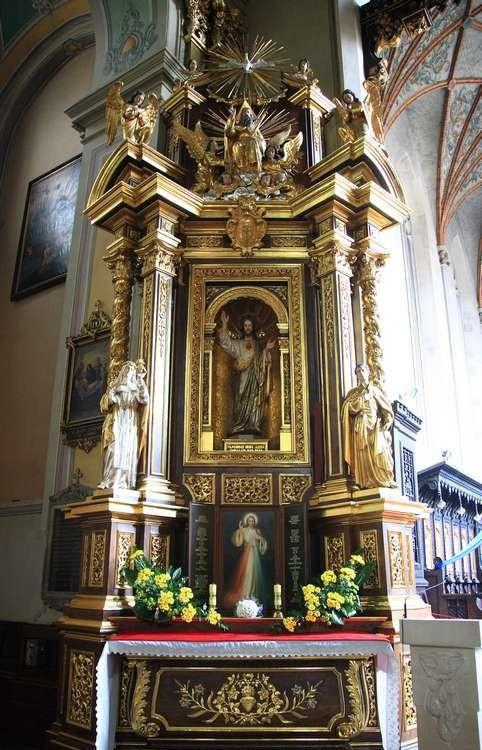
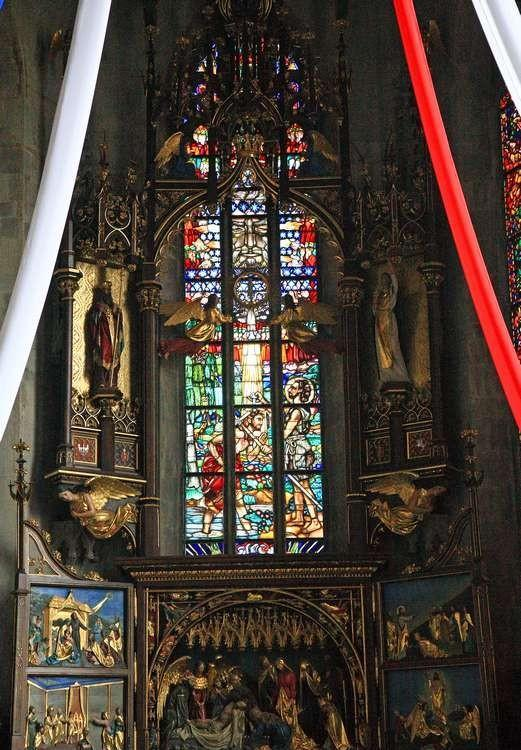
花窗玻璃
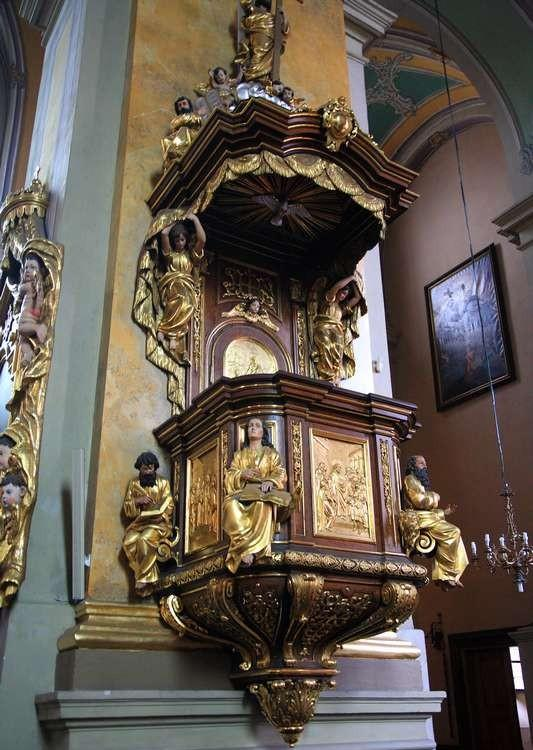
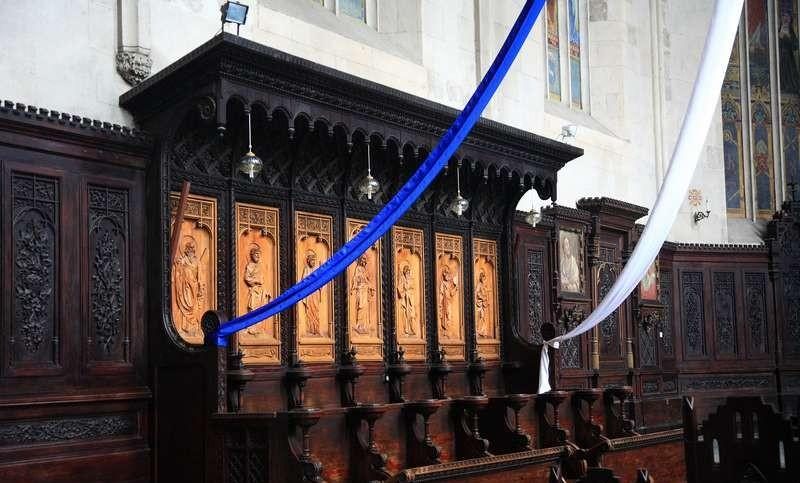
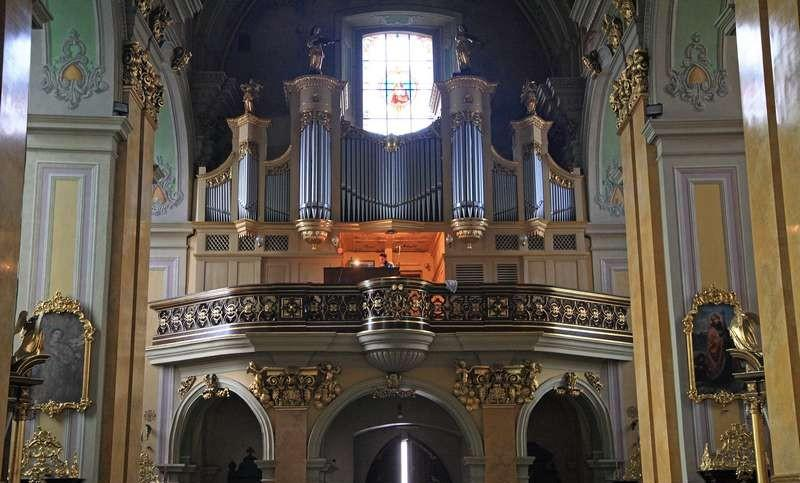
风琴
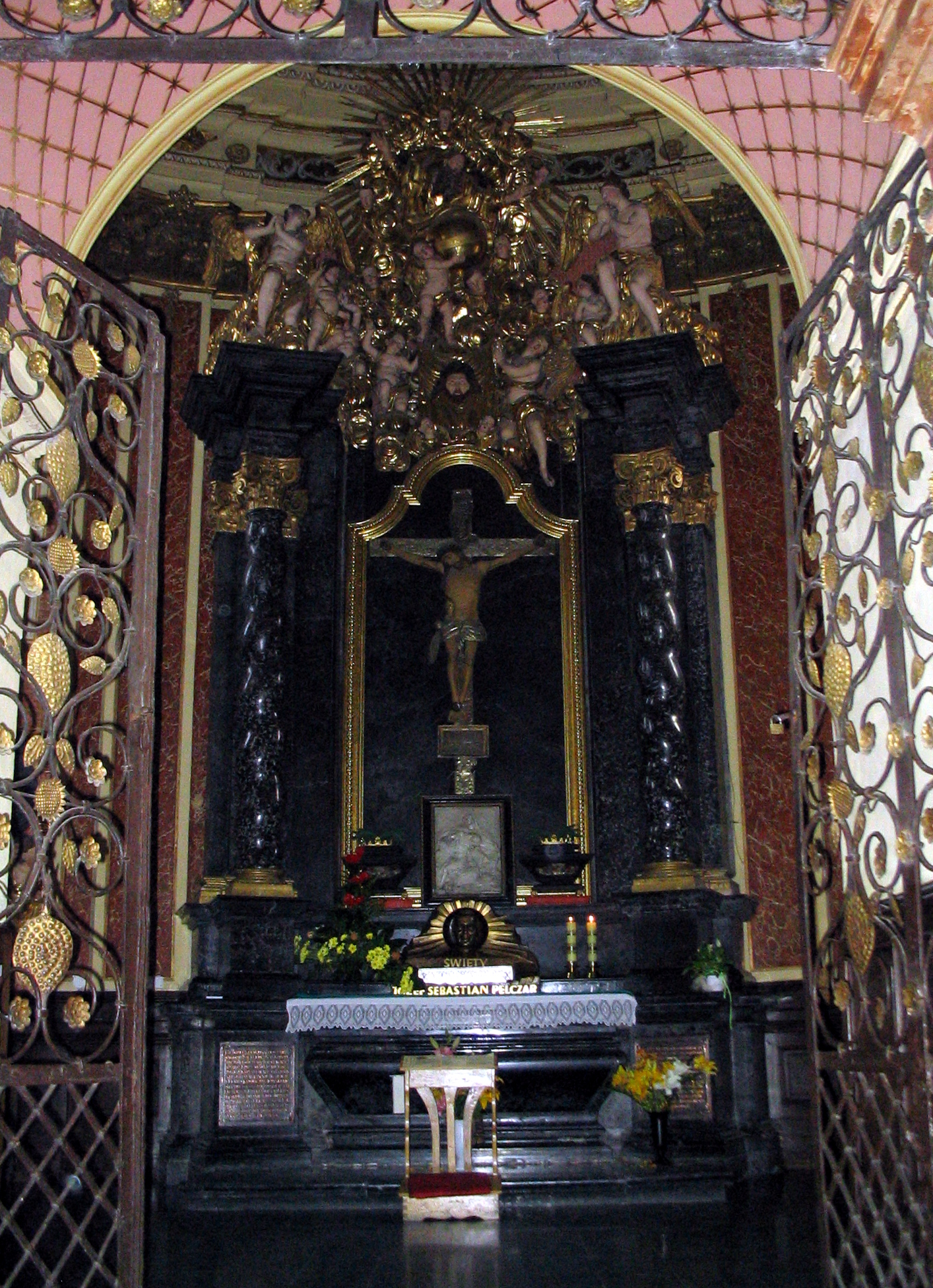
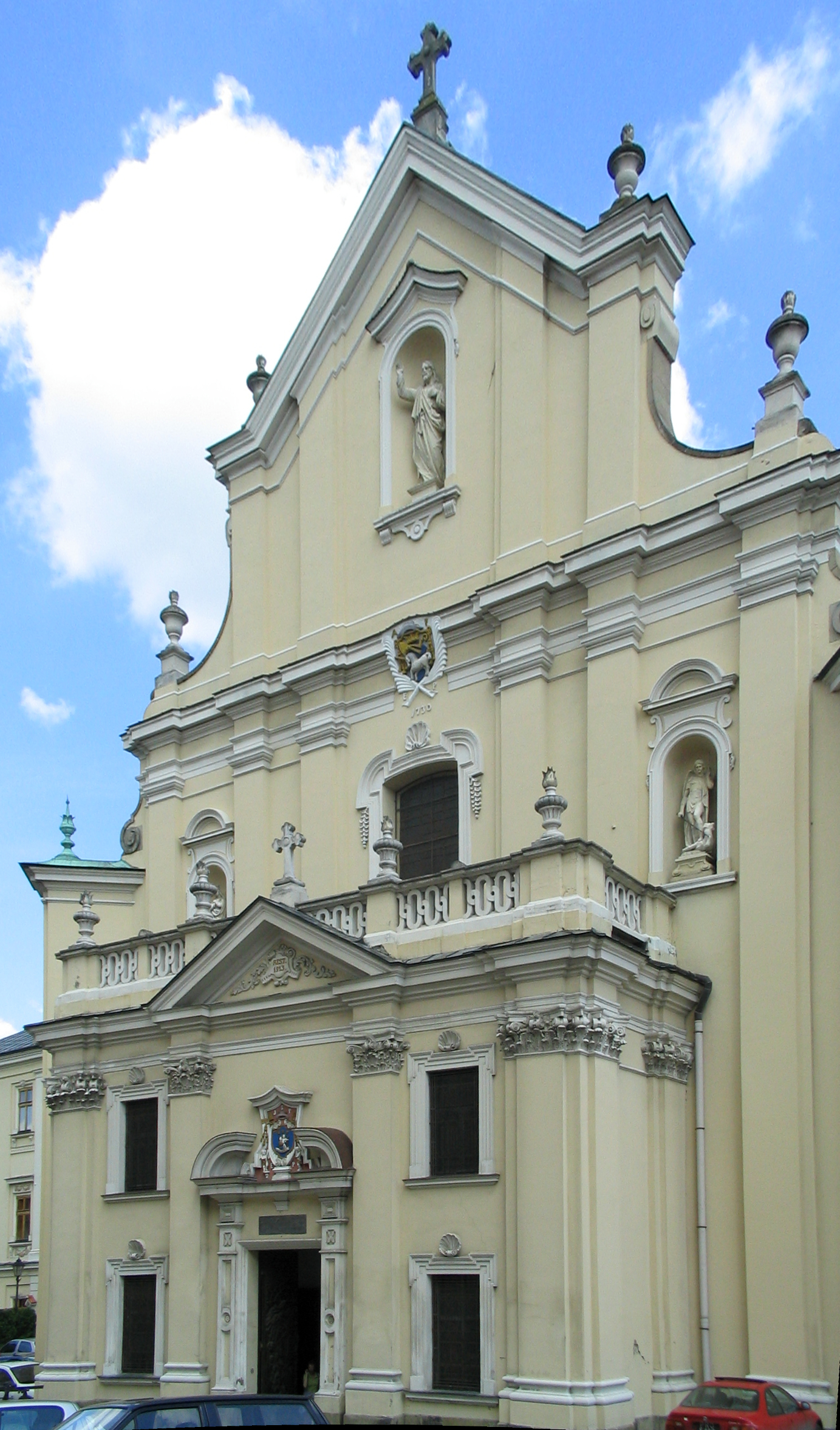
立面
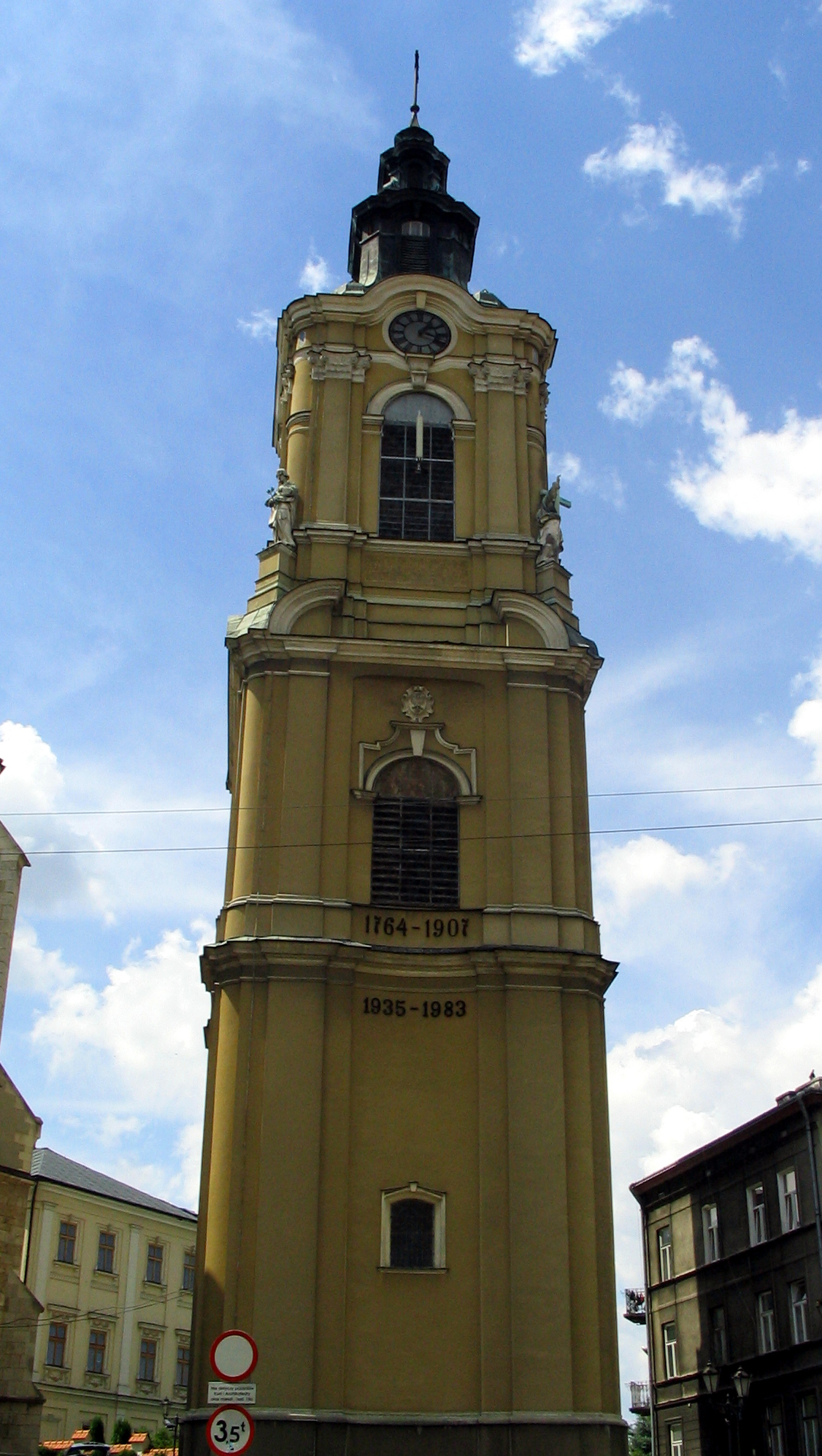
钟楼